# Prieuré de Lieu-Dieu
Le prieuré de Lieu-Dieu est un monument situé à Abbans-Dessous dans le département français du Doubs.

## Histoire
Au XIIe siècle, Louis d'Abbans, le seigneur local fait ériger une église qui sers de gîte d'étape pour les moines. À l'origine, le prieuré était sous la protection de saint Pierre et de saint Paul d'où il tirait son nom.
En 1187, Louis d'Abbans donne l'église à l'Ordre de Cluny et est transformé en prieuré. Aux XIIe et XIIIe siècles, les effectifs (prieur et moines) sont peu importants de l'ordre de deux à trois personnes.
Les restes de l'ancienne église font l’objet d’une inscription au titre des monuments historiques depuis le 30 juillet 1942.

## Architecture
Du prieuré, il ne reste aujourd'hui que la chapelle qui est un des plus anciens édifices roman de Franche-Comté. Le sol de la chapelle est dallé de pierres tombales utilisées en particulier par la famille Jouffroy.